# Dickasonia vernicosa
Dickasonia vernicosa – gatunek roślin z monotypowego rodzaju Dickasonia z rodziny storczykowatych (Orchidaceae). Rośliny występują w indyjskiej prowincji Asam, we wschodnich Himalajach oraz w Mjanmie. Rośliny epifityczne rosnące w górskich lasach na wysokości od około 1700 m do 2500 m n.p.m.

## Morfologia
Pseudobulwy małe, okrągłe i gładkie. Pojedynczy liść, lancetowty do eliptycznego, błoniasty. Kwiatostan rozgałęziony z kilkoma kwiatami o wielkości od 1 cm do 1,3 cm. Kwiaty mają lekko piżmowy zapach i posiadają cztery pyłkowiny.

## Systematyka
Gatunek sklasyfikowany do rodzaju Dickasonia, do podplemienia Coelogyninae w plemieniu Arethuseae, podrodzina epidendronowe (Epidendroideae), rodzina storczykowate (Orchidaceae), rząd szparagowce (Asparagales) w obrębie roślin jednoliściennych.
W 2021 gatunek został zakwalifikowany i przeniesiony do rodzaju Coelogyne.